# Otiothops clavus
Otiothops clavus is een spinnensoort uit de familie Palpimanidae. De soort komt voor in Brazilië.